# Хопкинс, Гарольд
Гарольд Гораций Хопкинс (англ. Harold Horace Hopkins; 6 декабря 1918 года, Лестер, Великобритания — 22 октября 1994 года, Рединг, Великобритания) — английский физик и инженер, оптик, член Лондонского королевского общества. Основные труды посвящены прикладной оптике. Занимался математическими проблемами, связанными с проектированием оптических систем. Один из разработчиков современного эндоскопа.
Родился в бедной семье в Лестере. Получил стипендию и обучался в гимназии Гейтвэй. После учился в Лестерском университете. Некоторое время работал в компании «Taylor, Taylor & Hobson», где занимался оптикой. После войны занимался исследовательской работой в Имперском колледже Лондона. В 1967 году переехал в Рединг, где преподавал в местном университете.
Разработанная им оптическая система со стержневидными линзами широко применяется при изготовлении современных жёстких эндоскопов и носит его имя «HOPKINS». Такая оптическая система характеризуется малой величиной сферической и сферохроматической аберраций, астигматизма, кривизны поля изображения и относительно небольшой величиной дисторсии.
В 1973 году избран членом Лондонского королевского общества (британской академии наук).